# Comuna Novoavramivka, Horol
Novoavramivka (în ucraineană Новоаврамівка) este o comună în raionul Horol, regiunea Poltava, Ucraina, formată din satele Mala Popivka, Novoavramivka (reședința) și Popivka.

## Demografie
Componența lingvistică a comunei Novoavramivka
     Ucraineană (97,48%)
     Rusă (2,11%)
     Alte limbi (0,23%)
Conform recensământului din 2001, majoritatea populației comunei Novoavramivka era vorbitoare de ucraineană (97,48%), existând în minoritate și vorbitori de rusă (2,11%).